# Więzy krwi (serial telewizyjny 1996)
Więzy krwi (oryg. Kindred: The Embraced) − amerykański serial telewizyjny z 1996 oparty na grze fabularnej Wampir: Maskarada.

## Obsada
- Mark Frankel – Julian Luna
- C. Thomas Howell – Détective Frank Kohanek
- Kelly Rutherford – Caitlin Byrne
- Brian Thompson – Eddie Fiori
- Erik King – Sonny Toussaint
- Patrick Bauchau – Archon Raine
- Brigid Brannagh – Sasha
- Channon Roe – Cash
- Stacy Haiduk – Lillie Langtry
- Jeff Kober – Daedalus